# 離婚 (クルアーン)
『離婚』とは、クルアーンにおける第65番目の章（スーラ）。12の節（アーヤ）から成る。マディーナ啓示に分類される。
女性についての規定が多い婦人章（4章）を「大女性章」と呼び、本章を「小女性章」と呼ぶことがある。

## 内容
離婚の手続きについて述べられる。